# Franz Stangl
Franz Paul Stangl (n. 26 martie 1908, Altmünster, Austria – d. 28 iunie 1971, Düsseldorf, Germania) a fost un polițist austriac, care a devenit în anii 1942–1943 comandant al lagărelor de exterminare naziste Sobibor și Treblinka. La sfârșitul războiului a reușit să se refugieze în Brazilia, unde a fost arestat în 1967 și extrădat în Germania. În 1970 a fost condamnat la închisoare pe viață, pentru co-responsabilitate la uciderea în masă a 900.000 de oameni la Treblinka.